# Bad Reputation
Bad Reputation ist ein US-amerikanischer Low-Budget-Film mit Slasher-Elementen von Regisseur Jim Hemphill aus dem Jahr 2005. Das Werk ist das Regiedebüt Hemphills und handelt von einer jungen Frau, die Opfer einer brutalen Misshandlung wird, später auf Unverständnis stößt und letztendlich zur Selbstjustiz greift.

## Handlung
Michelle lebt mit ihrer Mutter, die mühselig den Lebensunterhalt bestreitet, in einem heruntergekommenen Vorstadtviertel. Die schüchterne Schülerin hat wenig Freunde und leidet unter sozialer Isolation. Sie entflieht der rauen Wirklichkeit, in dem sie sich in Büchern vergräbt. Insgeheim sehnt sich die Außenseiterin danach nicht weiter mit Missachtung gestraft zu werden. Eines Tages keimt etwas Hoffnung in ihrem trostlosen Dasein auf, als Aaron, ein höflicher und gutaussehender Charakter, sie zu einer Party einlädt. Michelle sieht ihre Chance gekommen, allgemeine Akzeptanz zu finden.
Gegen den Rat ihrer Mutter, die die Schülerin eindringlich vor der Männerwelt warnt, zieht es Michelle zu den Feierlichkeiten. Mit einem schwarzen, körperbetonten Abendkleid erregt sie bei der Feier sogleich das Interesse der männlichen Partygäste. Aaron erliegt augenblicklich Michelles Äußerem, obgleich er lose mit der eifersüchtigen Debbie liiert ist. Spätestens jetzt wird Aarons zwielichtiger Charakter offensichtlich. Der gutgelaunte Gastgeber umgarnt die verunsicherte Michelle, die sich ihrer Wirkung anfangs nicht bewusst ist. Später füllt Aaron seine Angebetete ab, mischt ihr Roofies in einen Cocktail und führt sie anschließend auf ein Zimmer, um Sex zu haben. Michelle sträubt sich – mit fatalen Folgen. In einer nach unten gerichteten Spirale vergewaltigt der sexuell erregte Aaron sie im Beisein zweier Freunde, die sich dann ebenfalls an ihr vergehen. Wenig später lassen die Männer von der zierlichen Frau ab. Kurz darauf wird von den Freundinnen der drei Übeltäter entdeckt, die sie ebenfalls misshandeln und drangsalieren, bis sie das Bewusstsein verliert.
Am nächsten Tag wirft Rädelsführerin Debbie Michelle vor, die Vergewaltigung selbst heraufbeschworen zu haben. Sie wird negativ als „Schlampe“ dargestellt; der Ruf ist somit ruiniert. Michelles ohnehin beschwerliches Leben wird zur Tortur. Von der Umwelt missverstanden, kommt ihr irgendwann die Idee, ihrem Image nachzukommen. Sie legt sich aufreizendere Kleidung zu, umgarnt ihre männlichen Peiniger und startet einen blutigen Rachefeldzug. Der Reihe nach dezimiert sie so die Schuldigen. Nach fünf teils äußerst brutalen Morden trifft Michelle am Ende des Films auf Wendy, die einstmals halbherzig ihre Peinigung verhindern wollte. Es kommt zu einem bewaffneten Konflikt in deren Verlauf Wendy Michelle mit einem Messer tödlich verletzt.

## Kritiken
Das Lexikon des internationalen Films schrieb, der Film sei eine „ernsthafte Auseinandersetzung in Sachen Diskriminierung und Frauenverachtung“.